# فرودگاه سوسومان
فرودگاه سوسومان فرودگاهی عمومی واقع در سوسومان در کشور روسیه است.